# Pili annulati
Pili annulati o pelo anulado es una alteración en el desarrollo del pelo que forma parte del grupo de afecciones llamadas displasias pilosas. El trastorno es de origen genético y provoca manifestaciones en el momento del nacimiento o en los primeros años de vida.  La descripción original fue realizada por Bogel en 1828 y posteriormente por Karsch en el año 1846. 
Se caracteriza porque el cabello no tiene un tono uniforme, sino que se alternan bandas de aspecto más brillante con otras oscuras. Las bandas brillantes observadas al microscopio presentan alteraciones en la estructura del pelo ocasionadas por la existencia de pequeñas vacuolas  llenas de aire. En ocasiones en estas zonas el pelo es frágil y se rompe con facilidad, las personas afectadas pueden tener dificultades para dejarse el pelo largo y además el ritmo de crecimiento del cabello es más lento de lo normal. Pueden existir áreas de alopecia, aunque en general el trastorno no produce calvicie.